# Trnavá Hora
Trnavá Hora (in ungherese Bezeréte, in tedesco Tornau) è un comune della Slovacchia facente parte del distretto di Žiar nad Hronom, nella regione di Banská Bystrica.

## Storia
Citato per la prima volta nel 1388 con il nome di Tornaua, come insediamento di minatori e possedimento dei signori di Šášov, nel 1676 passò alla città di Banská Štiavnica.